# Стержнева суміш
Сте́ржнева су́міш (або стри́жнева су́міш, англ. core sand mixture, core sand) — сполука з кварцового піску або інших вогнетривких наповнювачів, сполучників і каталізаторів, призначена для виготовлення ливарних стержнів і деяких елементів ливарних форм:
- ливникових чаш;
- фільтрувальних сіток;
- тощо.

До складу стержневих сумішей вводять високовогнетривкі добавки: хроміт, хромомагнезит, циркон, графіт тощо.
Розрізнюють зволожені, сухі та рідки стержневі суміші.
Затвердіння стержневих сумішей під час виготовлення стержнів відбувається в стержневих сушильних печах і стержневих ящиках (холодних і таких, що нагріваються).

## Склад

### Для чавунних і сталевих виливків
| Клас стержнів | Вміст, % за масою   | Вміст, % за масою   | Вміст, % за масою   | Вміст, % за масою      | Вміст, % за масою | Вміст, % за масою | Вміст, % за масою   | Властивості суміші   | Властивості суміші | Властивості суміші              | Властивості суміші           |
| Клас стержнів | основних матеріалів | основних матеріалів | основних матеріалів | сполічників            | сполічників       | сполічників       | сполічників         | Газопроникність, од. | Вологість, %       | Межа міцності, кПа              | Межа міцності, кПа           |
| Клас стержнів | Пісок 1К02А 1К016   | Глина               | Оборотна суміш      | Оліфа, оксоль, 4ГУ, КО | СП-СБ             | Сульфітна барда   | Деревні обпилювання | Газопроникність, од. | Вологість, %       | за стискування у вологому стані | за розтягання в сухому стані |
| I             | 100                 | -                   | -                   | 1,5-2,5                | -                 | -                 | -                   | 130-150              | 1-3                | 2,94-5,8                        | 685-980                      |
| II            | 100-97              | 0-3                 | -                   | 2,0-3,0                | -                 | 2-3               | -                   | 100                  | 2-4                | 4,9-9,8                         | 490-685                      |
| III           | 100-96              | 0,4                 | 0-1                 | -                      | 3-6               | 1-3               | %                   | 100                  | 3-4                | 9,8-15,7                        | 342-588                      |
| IV            | 93-59               | 7-1                 | 0-40                | -                      | -                 | 2-3               | 0-2                 | 70                   | 4-5                | 14,7-24,5                       | 196-294                      |
| V             | 72-38               | 8-2                 | 20-60               | -                      | -                 | 2-3               | 0-3                 | 70                   | 5-6                | 19,6-34,2                       | 785-147                      |

### Для виливків із кольорових сплавів
| Сплави                                                    | Склад, % за масою | Склад, % за масою | Склад, % за масою | Склад, % за масою                | Склад, % за масою                           | Склад, % за масою | Властивості суміші              | Властивості суміші           | Властивості суміші   |
| Сплави                                                    | Пісок             | Пісок             | Глина             | Сполучник                        | Добавки                                     | Вологість, %      | Межа міцності, кПа              | Межа міцності, кПа           | Газопроникність, од. |
| Сплави                                                    | К016, К02         | П01, П016         | Глина             | Сполучник                        | Добавки                                     | Вологість, %      | за стискування у вологому стані | за розтягання в сухому стані | Газопроникність, од. |
| Мідні:                                                    |                   |                   |                   |                                  |                                             |                   |                                 |                              |                      |
| бронзи                                                    | 100               | -                 | -                 | 1,0-1,4 (СП)                     | -                                           | 3,5-4,5           | 2,94-4,9                        | 392-588                      | 90                   |
| латуні                                                    | 86                | 14                |                   | 2-3 (сульфітна барда)            | -                                           | 3,5-4,5           | 5,8-7,92                        | 490-685                      | 60                   |
| Алюмінієві зі застосуванням стержнів середньої складності | 100               | -                 | -                 | 1-2,5                            | -                                           | 2,5-3,0           | 5,8-14,7                        | 392-588                      | 80                   |
| Магнієві зі застосуванням стержнів середньої складності   | 90-100            | -                 | До 10             | 1,0-1,5(4ГУ або сульфітна барда) | 0,5-1,0 (сірки) й 0,25-0,5 (борної кислоти) | 2,5-3,5           | 58-147                          | 342-490                      | 80                   |